# Taft-Katsura overeenkomst
De Taft-Katsura overeenkomst is een document uit 1905 en kwam tot stand na een gesprek tussen hoge bestuurders van Japan en de Verenigde Staten over de status van Korea en de Filipijnen. De overeenkomst was niet geheim, maar dit document bleef tot 1924 onopgemerkt in de archieven.

## Inleiding
De Verenigde Staten hadden de Filipijnen in 1898 verworven na de nederlaag van Spanje in de Spaans-Amerikaanse Oorlog. Japan had in mei 1905 het Keizerrijk Rusland een zware slag toegebracht in de Slag bij Tsushima hetgeen een einde impliceerde van de Russisch-Japanse Oorlog. De besprekingen werden gevoerd door William Howard Taft, de Amerikaanse minister van Oorlog en graaf Katsura Tarō, de Japanse premier. Taft was onderweg naar de Filipijnen en deed onderweg Tokio aan. Katsura gaf uitleg over de redenen voor Japan om Korea een protectoraat te maken en verklaarde dat Japan geen interesse had in de Filipijnen.

## Inhoud verslag
De Taft-Katsura overeenkomst zijn vergadernotulen van het gesprek tussen Katsura en Taft gehouden in Tokio op 27 juli 1905. Het memorandum is gedateerd 29 juli 1905. Tijdens dit gesprek kwamen drie belangrijke zaken aan de orde:
- Katsura verklaarde dat de basis van het Japanse buitenlandse beleid is gericht op het bewaren van de vrede in de regio mede te bewerkstelligen door een goede verstandhouding tussen Japan, de Verenigde Staten en Groot-Brittannië.
- Taft merkte op dat het bestuur van de Filipijnen door een sterke en vriendelijke natie als de Verenigde Staten in het belang is van Japan. Katsura beweerde dat Japan geen agressieve intenties heeft met de Filipijnen.
- Katsura merkte verder op dat de Japanse kolonisatie van Korea van absoluut belang was, aangezien hij van mening was dat Korea een directe oorzaak was van de Russisch-Japanse oorlog. Katsura wilde voorkomen dat Korea opnieuw een reden zou worden voor een oorlog waarbij Japan betrokken bij zou kunnen raken. Taft deelde deze mening en was het eens dat de vestiging van een Japans protectoraat over Korea rechtstreeks zou bijdragen aan de stabiliteit in Oost-Azië.

Het gespreksverslag is verder niet officieel behandeld, laat staan geratificeerd. President Theodore Roosevelt liet drie dagen na de conversatie weten het eens te zijn met de punten van Taft zoals opgenomen in het verslag. In 1924 ontdekte Tyler Dennett het document. Hij maakte veel ophef over zijn ontdekking, maar de consensus van historici is dat Dennett het belang van het document enorm overdreef. Taft was niet de minister van Buitenlandse Zaken en hij liet zich heel voorzichtig uit, evenals Katsura, waardoor er geen sprake kan zijn van een overeenkomst waarbij beide landen zich hebben vastgelegd.

## Nasleep en Koreaanse interpretatie
Koreaanse historici zijn van mening dat de Taft-Katsura overeenkomst in strijd was met het Koreaans-Amerikaanse Verdrag van Vriendschap en Handel dat op 22 mei 1882 in Incheon was ondertekend. In artikel 1 van dit verdrag staat - vrij vertaald - dat er eeuwige vrede en vriendschap zal zijn tussen beide landen. Als derden hun wil opleggen aan een van beide, dan zal de andere zijn best doen om tot een minnelijke oplossing te komen. In Korea wordt dit artikel gezien als een wederzijds verdedigingsverdrag, maar de Verenigde Staten gingen veel minder ver in hun interpretatie. De overeenkomst wordt in Zuid-Korea door sommigen aangehaald als een voorbeeld dat niet op de Verenigde Staten kan worden vertrouwd met betrekking tot kwesties van Zuid-Koreaanse veiligheid en soevereiniteit.